# Ключегорский Казанско-Богородицкий монастырь
Ключегорский Казанско-Богородицкий монастырь — недействующий женский монастырь Самарской епархии Русской православной церкви, существовавший во второй половине XIX века — первой трети XX века (с 2011 года располагается на территории Бузулукской епархии).
Находился в селе Таллы (Ключегорье) Бузулукского уезда Самарской губернии (ныне Грачевский район, Оренбургская область). Был основан в 1864 году в имении и на средства местной помещицы, благотворительницы Анны Путиловой, она же и возглавила созданную общину. В 1880 году община была преобразована в общежительный монастырь третьего класса. Первоначально был довольно бедным, но к началу XX века, наладив сбор пожертвований, монастырь стал вторым по значимости женским монастырем Оренбуржья, став весьма популярным в народе. Имел 5 храмов.
После установления советской власти существовал под видом сельскохозяйственной артели, пока в 1923 году настоятельница монастыря не была убита неизвестными, после чего монастырь был закрыт и разорён. К настоящему времени сохранились некоторые каменные здания монастыря, в том числе один из храмов, однако все они в аварийном состоянии. В селе Таллы действует православный приход, ставящий целью восстановление монастыря, и занимающийся сохранением и восстановлением монастырских построек.

## История

### Основание обители
В 1830-х годах крупный помещик Павел Петрович Путилов владел Ключегорьем, находящейся в 70 верстах от Бузулука маленькой деревней Бузулукского уезда Самарской губернии, расположенной в долине, а также окружающими деревню землями. В начале 1840-х он скончался и 3088 десятин земли вокруг деревни по наследству перешли к его бездетной вдове, Анне Ивановне Путиловой. Она решила поселиться в этой местности, переселив доставшихся ей 46 крепостных мужского пола рядом с деревней, ближе к речке Таллы, по которой и получило название новое поселение. В 1855 году крестьяне Ключегорья, доставшиеся прочим наследникам, были переведены в другие деревни. Таллы и Ключегорье фактически объединились в один населённый пункт, в дальнейшем использовались оба названия.
Анна Путилова была весьма религиозной женщиной. Поселившись в Таллах, она сразу начала хлопотать о строительстве храма в своём имении, так как до ближайшей церкви было около 35 вёрст, что лишало её возможности регулярно бывать на богослужении. Случай свёл её с жительницей Бузулука Евфимией Овсянниковой, которая хотела организовать и официально утвердить православную женскую общину. Сочувствуя Овсянниковой, Путилова подарила ей 100 десятин земли при Таллах. На этой земле был основан хутор общины, на котором поселились женщины и девушки, желавшие посвятить себя духовной жизни по монашеским правилам.
В феврале 1844 года Овсянникова подала прошение оренбургскому епископу Иоанникию об учреждении женской общины с монастырскими правилами, указав, что если община будет открыта в имении Путиловой, то к уже подаренным 100 десятинам та обещала подарить ещё 11 десятин 280 квадратных саженей земли для строительства келий, также пообещав построить временную церковь за свой счёт. Губернские гражданские и церковные власти склонялись к размещению общины в Таллах, однако Святейший Синод постановил, что община должна быть открыта в Бузулуке.

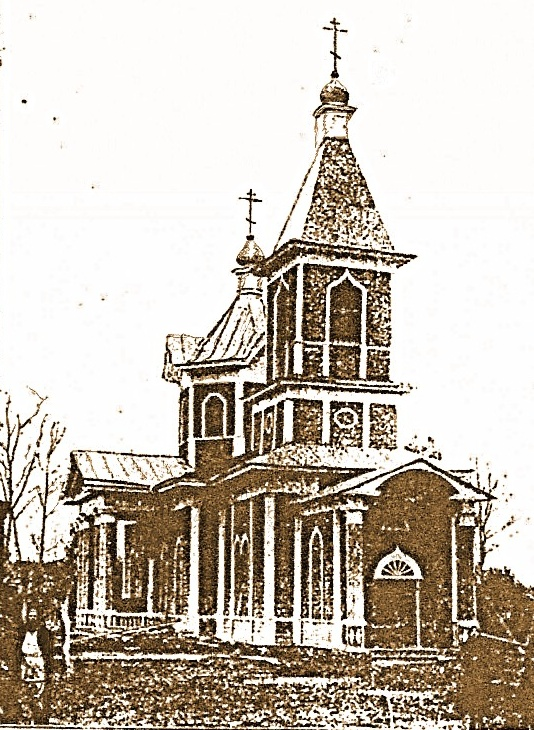
Деревянный храм во имя Казанской иконы Божией Матери

Неудача с созданием общины не остановила Путилову. В 1845 году в Ключегорье был создан приход с назначением причта к строящейся церкви, к которому были приписаны ближайшие деревни. В 1847 году был освящён небольшой храм во имя Казанской иконы Божией Матери. Однако, Путилова не оставляла идею открытия женской общины в своём имении.
Новый импульс кампании по созданию монастыря придало нахождение иконы Николая Чудотворца. По монастырскому преданию, 31 октября 1854 года, в воскресенье, подростки, возвращавшиеся в Таллы из степи, увидели в болотистой местности ниже села в камышах два красных флага. Прибывшие священник и крестьяне обнаружили прикрепленный шнурами к древкам флагов образ святителя. С почестями икона была перенесена в храм, и после освидетельствования со стороны благочинного, епархиальное начальство разрешило совершать перед иконой молебны и дважды в год, 31 октября и 9 мая, совершать крестные ходы к месту обретения иконы.
О подобном «чудесном обретении» иконы и намерении местной помещицы основать женскую обитель стало известно в округе. Вскоре к Путиловой стали обращаться женщины, которые хотели стать монахинями. С её разрешения они селились в её усадьбе. Они молились, занимались рукоделием, образовали церковный хор, пекли просфоры для храма, занимались сельским хозяйством — каждая из сестёр этой неофициальной общины несла своё послушание, подобное монашеским, хотя и без принятия монашеского звания. Руководила общиной сама Анна Путилова.
Постепенно к ним присоединялись всё новые сёстры, особенно после 1860 года, когда в Бугуруслане была открыта Покровская женская община, попечителем которой являлась Путилова. Из-за тесноты помещений не все желавшие попасть в неё были туда приняты, и тогда многие поселились в уже устоявшейся Ключегорской общине.
Некоторые присоединялись к общине и, как они утверждали, по указанию свыше. Так будущая игуменья, одна из первых насельниц монастыря, Ермиония клятвенно заверяла, что она пришла к Путиловой по велению явившегося ей святителя Николая Чудотворца. Она, узнав, что в Бугуруслане открывается женский монастырь, отправилась туда, с намерением поступить в него. Проходя по большой дороге вблизи села Таллы она якобы встретила старца, которой спросил её:

— Далеко-ли бредёшь, раба Божия?

— Иду в Бугуруслан, — ответила она, — Желаю там поступить в монастырь.

— Иди в Таллинский, — сказал старец.

— Да там и монастыря-то нет, — с недоумением отвечала женщина.

— Есть и будет, — сказал старец, — и тебе много придется потрудиться для этого монастыря.
Поверив старцу, она свернула с дороги и направилась в Таллы, где нашла «маленький монастырёк» и с дозволения Анны Путиловой осталась там. Постепенно численность сестёр росла, когда она достигло 36 человек, Путилова решила возбудить ходатайство об открытии в её имении женского монастыря. В феврале 1861 года она отправилась в Самару и лично подала епископу Феофилу прошение об открытии монастыря. Для его обеспечения она обещала пожертвовать сначала 275 десятин, а потом, по духовному завещанию, ещё 725 десятин.
Дело об открытии монастыря длилось почти три года. Наконец, 18 января 1864 года последовало императорское разрешение на открытие Ключегорской Казанско-Богородицкой женской общины. А Анна Путилова была назначена настоятельницей общины.
После получения разрешения было отведено место под обитель, которое огородили частью деревянным забором, частью плетнём; Анна Ивановна начала строительство. Были построены три небольших дома для размещения сестёр: один деревянный и два из саманного кирпича. Половину своего собственного дома Путилова отдала под тёплую домовую церковь в честь Смоленской иконы Божией матери.
В августе 1871 года Путилова скончалась. 3 сентября 1871 года сёстры выбрали себе новую настоятельницу, ей стала монахиня Феофания, до этого бывшая настоятельницей Раковской женской обители в Самарском уезде. В 1873 году в обители была открыта больница на 8 коек. В январе 1875 года появилось одноклассное женское училище. Первым законоучителем в нём был священник Н. Бережнов.

### Создание монастыря

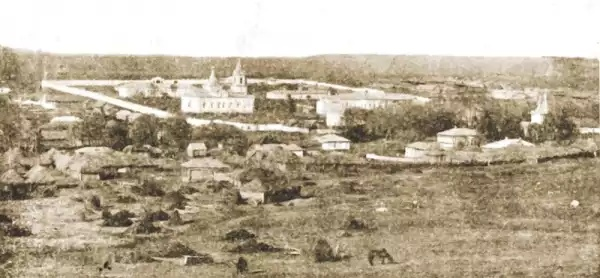
Общий вид Ключегорского монастыря, 1914 год

Указом Святейшего Синода № 1575 от 15 марта 1880 года община была преобразована в общежительный монастырь третьего класса с наименованием Ключегорский Казанско-Богородицкий, возведением настоятельницы в сан игуменьи и награждением её наперсным крестом. 29 июня Феофания в Самаре была возведена в сан игуменьи, а 6 и 7 июля состоялся первый постриг, несколько сестёр были пострижены в рясофор и мантию. 8 июля, в день престольного праздника в честь явления Казанской иконы Божией Матери состоялось торжественное открытие монастыря с совершением крестного хода вокруг обители и благодарственным молебном.
К этому времени монастырь уже имел два храма, но один был холодный и вне усадебной территории, а второй был переделан из дома основательницы обители и был мал и тесен, не вмещая всех желавших попасть на богослужение, особенно в воскресные и праздничные дни. Сестры запросили у епархиального начальства строительство нового храма. Однако монастырь не имел на такую стройку средств. Видя крайнюю нужду обители самарская духовная консистория выдала монастырю шнуровую книгу для сбора пожертвований. Были избраны сборщица и помощницы для неё, которые отправились в Москву.
Согласно преданию, в Москве монахиням посоветовали остановиться в доме купца Ермакова, который держал специальные помещения для таких монастырских сборщиц подаяний. Однако, когда они добрались до купеческого дома, им отказали, сказав, что все места заняты. Пока монахини в растерянности, стоя под дождём, думали, что же делать дальше, их плачевное положение заметил из окна сам Ермаков. Он позвал их к себе и расспросил, кто они, откуда они и с какой целью приехали в Москву. Узнав о бедности монастыря, он сказал им, что его жена, Екатерина заболела, и пусть они помолятся за неё, а если она поправится, то он построит каменный храм во имя святителя и чудотворца Николая. Переночевать монахиням он разрешил в своём кабинете, приказав прислуге накормить их и обсушить. Всю ночь монахини молились, а наутро Ермаков позвал их и сказал: «Должно быть, по молитвам вашим и по милости святителя и чудотворца Николая жена моя сейчас чувствует хорошо, а потому я решаюсь данное вам обещание исполнить. Я строю в вашем монастыре каменный тёплый храм. Посылайте своей игуменье письмо, чтобы или сама ехала, или прислала доверенную».
В Ключегорье было направлено письмо, и в Москву отправилась казначея, монахиня Ермиония, так как игуменья Феофания не могла ехать по состоянию здоровья. Ермиония получила от Ермакова план строительства храма, различные указания о строительстве, а также необходимые на постройку средства. Всю следующую зиму монастырь занимался заготовкой стройматериалов, и весной 1883 году игумен Бузулукского мужского монастыря Нифонт освятил место для строительство нового храма. Началась стройка.
1 октября 1883 года скончалась настоятельница игуменья Феофания, 18 ноября её место заняла монахиня из Иверского женского монастыря Софья. При ней было окончено строительство храма, длившееся пять лет. 16 и 17 августа 1888 года игумен Нифонт освятил боковые приделы, а 18 августа в день именин спонсора строительства Флора Яковлевича Ермакова, в присутствии его и его жены, епископ Самарский Серафим освятил главный престол. Побывав в монастыре лично, и увидев его бедность, Ермаков дополнительно пожертвовал пять тысяч рублей неприкосновенного капитала на содержание монастыря и тысячу рублей на содержание причта.
25 апреля 1889 года скончалась настоятельница Софья. 13 июля, с возведением в сан игуменьи, настоятельницей стала казначея монастыря, монахиня Ермиония (в миру Елена Максимовна Рогулина). Спустя ещё три года самарскую кафедру занял епископ Гурий, весьма благосклонно относившийся к монастырям. Посетив Ключегорский монастырь в первый год своего управления епархией, он увидел его большую бедность, недостаток помещений и церковной утвари. Гурий принял живое участие в судьбе монастыря, распорядившись выдать монахиням книги для сбора пожертвований, указал возможных благотворителей, и дал ряд советов по управлению монастырём. Сборщицы пожертвования прошли по всей России, побывав в Москве, Санкт-Петербурге, Одессе, Астрахани, на Кавказе и даже в Сибири. Нашлось много благотворителей, щедрые пожертвования которых быстро привели в порядок финансовое положение обители. Появились средства даже для масштабного строительства: в 1898 году монастырь был окружён новой каменной стеной, было построено три больших двухэтажных корпуса для келий: два каменных (по 36 келий) и один полукаменный. На источнике, где была обретена икона Николая Чудотворца выстроили часовню, заложили каменную двухэтажную трапезную церковь, были открыты различные мастерские: иконописная, пуховая, белошвейная, ковровая. Благотворители жертвовали как денежные средства, так и ценные вещи, к примеру неизвестный даритель преподнёс монастырю колокол весом в 150 пудов, и земли — тысячу шестнадцать десятин, что вместе с пожертвованием основательницы составляло 2016 десятин удобной и плодородной земли.
Игуменья Ермиония, долгие годы трудившаяся экономкой, затем казначеей и четырнадцать лет игуменьей надёжно обеспечила хозяйственное положение монастыря. После её смерти в 1904 году сёстры единогласно выбрали в качестве новой настоятельницы рясофорную послушницу Евдокию Литвинову, вскоре она епископом Гурием в Самаре была пострижена в мантию с именем Ермиония 2-я, а спустя год, 13 марта 1905 года она была возведена в сан игуменьи.
При новой настоятельнице строительство в монастыре продолжилось. Была достроена и освящена трапезная церковь, появились скотный двор, помещения для молочной фермы, конюшни, кузницы, заново построен сгоревший при пожаре странноприимный дом. На средства астраханского купца Ивана Цветкова был устроен абиссинский колодец. В 1906 году монастырское училище переехало в специально построенное отдельное деревянное здание с квартирой для учительницы и двух монашек, выполнявших обязанности уборщиц. Был перестроен игуменский корпус, оснащённый всеми удобствами: водопроводом, ванной, центральным (калориферным) отоплением, с парадными комнатами на втором этаже.
Монастырь стал весьма популярным в народе, на престольные праздники в честь святителя Николая в него приходили тысячи богомольцев. Однако это не помешало крестьянами деревни Тростянки в ходе событий революции 1905 года заниматься самовольной порубкой и вывозом монастырского леса, о чём сообщало самарское губернское жандармское управление.
По сведениям страховых компаний, в 1910 году монастырю принадлежало 69 различных зданий и сооружений. В 1914 году монастырь готовился отмечать пятидесятилетний юбилей. К празднованию в Киеве, в Киево-Печерской Лавре была написана и издана брошюра об истории монастыря, на торжества планировался визит Елизаветы Фёдоровны, сестры императрицы. Однако начавшаяся Первая мировая война помешала торжествам и приезду высоких гостей. В монастырской гостинице вскоре разместились беженцы из Беларуси.

### Советское время
В первые годы советской власти монастырь продолжал существовать как сельскохозяйственная артель. В 1918 году монастырь лишился гостиницы, в ней разместились народный дом и библиотека. Часть монастырских корпусов, в том числе игуменский, заняло правление совхоза. Летом 1921 года, когда в районе действовала вооружённая банда в 25 человек, монастырские стены служили укреплением. В монастыре, под охраной небольшого отряда ЧОН, укрылось правление совхоза. И хотя бандитам удалось ворваться в монастырь, но встреченный вооружённый отпор вынудил их отступить, оставив одного убитого.
Осенью 1921 года помещения правления совхоза отошли открытому детскому дому. В 1925 году была закрыта домовая монастырская церковь, в здании разместились волисполком на первом и клуб на втором этаже. Позднее здание использовалось как сельская школа.
Но даже в 1924 году Ключегорская сельхозартель, под видом которой пытались легализоваться монахини, всё ещё владела 500 десятинами земли, которую «артель» не могла обрабатывать только своими силами. Монахини начали сдавать землю в аренду крестьянам близлежащих деревень безо всяких документов. Бузулукский уездный исполком, узнав об этом, своим постановлением изъял у артели ещё 30 десятин земли для размещения детской трудовой колонии № 79, в которую были переведены 600 детей, а остальная часть земельных угодий и недвижимое имущество были взяты на учёт волостным советом.
Противостояние монастыря и советской власти могло затянуться, однако вскоре настоятельница обители, Ермиония 2-я была застрелена неизвестными. Стреляли ночью, через окно её кельи. В народе считали, что убийство было совершено милицией по приказанию властей, чтобы избавиться от твёрдой и властной настоятельницы. Действительно, после её гибели монастырь не мог более противостоять властям, быстро был закрыт и разорён. По воспоминаниям местного краеведа Г. Воронина вся церковная и монастырская утварь, которая не представляла ценности, была попросту вывезена в овраг и сожжена. Но местные жители сумели спасти часть вещей, так брат Воронина тайком вынес из храма две лампадки и две иконы, в том числе известную икону святителя Николая Чудотворца. Однако позднее она была утеряна. Известны и другие сохранённые от уничтожения вещи.

### Настоящее время

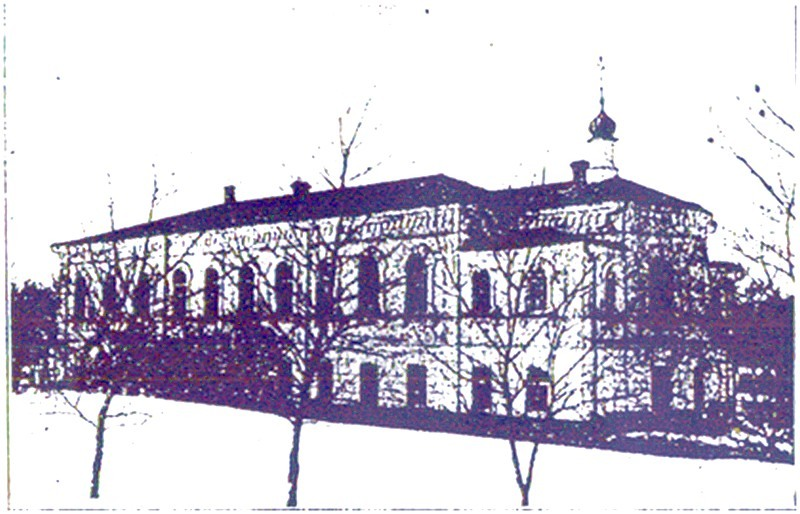
Трапезная церковь во имя преподобного Серафима Саровского

В настоящее время Ключегорский Казанско-Богородицкий монастырь официально не существует.
Находившийся в глухой и малонаселённой местности, вдали от больших дорог монастырь почти не использовался советскими учреждениями, и его постройки ветшали и разрушались. Деревянные корпуса были уничтожены полностью, каменные частично сохранились. В двух корпусах расположены жилые помещения, но они находятся в аварийном состоянии и нуждаются к капитальном ремонте. Игуменский корпус сильно пострадал от пожара, в сохранившейся части размещается местная больница. Частично сохранилась монастырская ограда.
Из пяти монастырских храмов сохранилось только двухэтажное кирпичное здание бывшего трапезного храма в честь Серафима Саровского, который использовался и используется под сельмаг, но он также находится в аварийном состоянии и нуждается в реставрации. Хорошо сохранились монастырские постройки хозяйственного назначения, они до сих пор используются местным сельскохозяйственным предприятием для своих нужд.
У многих жителей села Таллы сохранились предметы, принадлежавшие некогда Ключегорскому монастырю, в том числе иконы. А в храме Космы и Дамиана, действующем в районном центре Грачёвка сохраняются монастырские предметы: кованый крест, колокол весом 34 кг, икона святых мучениц Веры, Надежды и Любови и материи их Софии. В руках жителей того же села находится список с иконы святителя и чудотворца Николая, принадлежавший Ключегорскому монастырю.
Летом 2002 года в Таллах впервые побывал иеромонах Валентин (Коробов). В дальнейшем пожилой священноинок из Оренбурга неоднократно приезжал из областного центра в далёкое село, занимаясь восстановлением обители. В декабре 2008 года он со своими единомышленниками из Оренбурга зарегистрировал в органах юстиции приход во имя Казанской иконы Божией Матери в селе Таллы для того, чтобы организовать восстановление женского монастыря. Приход храма разместился в комнате в здании амбулатории (бывшем игуменском корпусе). Постепенно удалось организовать молитвенную комнату в бывшей сельской амбулатории, затем создать трапезную и несколько келий.
В 2012 году иеромонах Валентин с прихожанами приступили к ремонту одного из сестринских корпусов, в котором в советское время была школа-интернат. В здании были заменены окна, двери, перебраны полы, произведён косметический ремонт и покрыта новая крыша. С восточный стороны корпуса было устроено небольшое алтарное помещение и иконостас.
15 сентября 2012 года епископ Бузулукский и Сорочинский Алексий (Антипов) освятил домовой храм Табынской иконы Божией Матери в селе Таллы.

## Имущество
Монастырь владел землёй в количестве 2073 десятины, большая часть которой была пожертвована ему различными благотворителями.
На монастырской территории находилось 8 корпусов, в основном деревянных. В трёх жили сестры, в остальных размещались хлебопекарня, квасоварня, просфорная, живописная и рукодельная мастерские.
Территория была обнесена оградой, в которой было 7 деревянных амбаров, пять погребов и глинобитная кладовая. На территории монастыря находились фруктовый сад и монастырское кладбище. За оградой располагался кирпичный завод, где работал приглашённый мастер, кузница, конный двор, на котором находились мастерская и каменный сарай для хранения земледельческих принадлежностей.
В трёх верстах от монастыря находился второй монастырский фруктовый сад и пасека. На речке Талла, в пяти верстах от обители, действовала водяная мельница.
Имелась в монастыре библиотека, в которой хранилось до 290 книг и монастырский архив, ведшийся в 1871 года.
Монастырю принадлежало две гостиницы и три подворья. Одно находилось в Бузулуке на ул. Никольской, где имелся деревянный дом на каменном фундаменте. Второе находилось в Самаре на углу улиц Уральской и Предтеченской (ныне угол улиц Братьев Коростелёвых и Некрасовской), на усадебном месте, пожертвованным самарской мещанкой С. Деонисовой. Другая самарская мещанка пожертвовала в 1912 году под подворье своё усадебное место по улице Самарской между улицами Почтовой и Александровской (ныне Рабочей и Вилоновской). Здесь разместилось третье подворье, в котором имелся деревянный дом на улице и два флигеля во дворе.

### Храмы монастыря

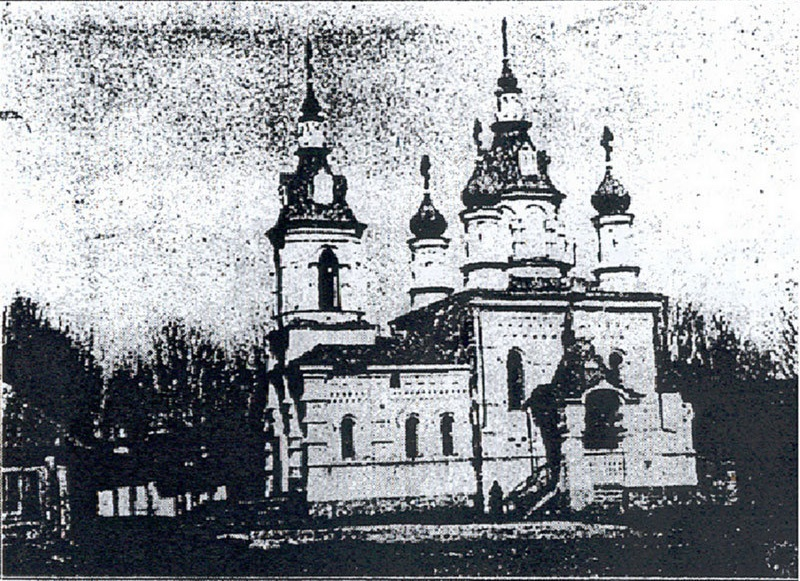
Каменный храм на источнике, где была обретена икона святителя Николая Чудотворца

Первым храмом в монастыре стала деревянная холодная однопрестольная церковь, освящённая во имя Казанской иконы Божией Матери. Церковь находилась рядом с монастырём, а не непосредственно на его территории. Рядом с церковью была построена деревянная колокольня. Построены они были на средства А. И. Путиловой. Храмовые праздники отмечались 8 июля и 22 октября.
В 1865 году уже на территории обители была построена тёплая деревянная домовая церковь во имя Смоленской иконы Божией Матери. В 1874 году из-за малой вместимости она была перестроена и расширена. Был пристроен придел во имя святителя Николая Чудотворца. После реконструкции оба престола были освящены благочинным монастыря игуменом Нифонтом. В 1880 году с дозволения епископа Серафима церковь вновь была расширена. С западной стороны к ней сделали пристрой, в котором разместилась трапезная. В трапезной 28 июля отмечался храмовый праздник.

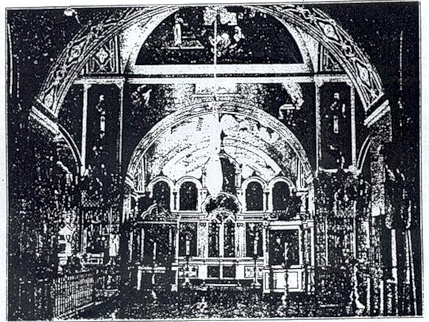
Внутренний вид главного храма во имя святителя Николая

В 1883 году была заложена каменная трёхпрестольная церковь во имя святителя Николая Чудотворца. Спонсором строительства выступил статский советник, почётный гражданин Москвы Ф. Я. Ермаков, пожертвовавший на храм 60 тысяч рублей, остальные средства были выделены из монастырской казны. Храм был достроен к августу 1888 года, когда и были освящены все три престола. Главный престол был освящён во имя святителя Николая Чудотворца, правый — во имя святых апостолов Петра и Павла, левый — во имя святого Иоанна Исповедника. В 1891 году при храме была выстроена каменная колокольная, а в 1899 году пристрой для псалтырной и ризницы. Храмовые праздники отмечались 9 мая и 6 декабря в главном престоле, 29 июня в правом приделе, 21 марта — в левом.
В 1904 году по проекту самарского архитектора Т. С. Хилинского в монастыре началось строительство трёхпрестольной трапезной церкви, окончившееся в 1906 году. Храм представлял собой снаружи обыкновенный двухэтажный дом с единственной небольшой главой. На первом этаже находились помещения для сестёр, на втором — трапезная церковь. Главный престол был освящён во имя преподобного Серафима Саровского, правый — во имя Иоанна Златоуста, левый — во имя святителя Николая Чудотворца. Главный и правый престолы были освящены 19 и 20 июля 1906 года, левый — 7 июля 1907 года. Храмовые праздники отмечались 19 июля в главном престоле, 27 января и 13 ноября в правом и 9 мая и 6 декабря в левом престоле.
В 1902 году за монастырской оградой на источнике, где по преданию была обретена икона святителя Николая Чудотворца была выстроена каменная однопрестольная церковь в честь святителя. При церкви была также построена колокольня. Строительство велось на средства астраханского помещика Н. Е. Янкова. Храмовые праздники отмечались 9 мая и 6 декабря.

### Часовни
За годы существования монастыря в нём было 2 часовни. Одна находилась на монастырском кладбище над склепом, в котором были похоронены две первые настоятельницы Агния (А. И. Путилова) и Ермиония I (Е. М. Рогуз(л)ина). Вторая находилась на источнике, где некогда было явление иконы святителя Николая Чудотворца. Внутри она была разделена на 4 части, в первой из них находился колодец, в трёх других были устроены купальни для верующих. В начале XX века часовня была упразднена за ветхостью и на её месте был построен храм.

### Святыни монастыря
Главными монастырскими святынями были:
- икона Смоленской Божией Матери, привезённая в обитель настоятельницей А. И. Путиловой из Семиозёрной пустыни Казанской губернии[8];
- икона святителя Николая Чудотворца, обретённая на источнике[8];
- список с чудотворной иконы Табынской Божией Матери[8];
- икона Толгской Божией Матери, мироточившая в течение месяца в 1894 году. Перед этой иконой каждое воскресенье служили молебен с акафистом[8].
- части святых мощей, полученные от разных благотворителей. Сначала они находились в сребро-позолоченном кресте, вделанном среди ликов святых угодников. А в августе 1889 года по благословению епископа Серафима их поместили в ковчежек, привезённый монахиней Нафаилой из Иерусалима[8].

## Монастырская служба
Помимо ежедневных богослужений и крестных ходов в монастыре были и особые, дозволенные официальным разрешением самарской духовной консистории от 18 сентября 1893 года. Дважды в год 31 октября и 9 мая крестные ходы совершались от монастырских ворот к источнику, где была построена часовня, а позднее церковь в память обретения иконы Николая Чудотворца.

## Насельницы
В первые годы существования штат обители насчитывал 40 монахинь. К 1886 году число сестёр увеличилось до 217 человек.
В 1898 году в монастыре проживало 352 человека, в том числе 75 манатейных монахинь, 154 указных послушницы и 123 послушницы.
С 1916 года и до закрытия монастыря в нём находилось 458 монахинь: одна игуменья-настоятельница, 85 манатейных монахинь, 162 указных и рясофорных послушницы и 210 послушниц.

### Настоятельницы
Основательница общины и первая настоятельница обители Анна Ивановна Путилова (в девичестве Христ) была внучкой немца из Касселя, перешедшего на русскую службу в XVIII веке. Её отец Иван служил в 2-м Оренбургском регулярном казачьем полку, выйдя в отставку в 1796 году в чине премьер-майора. Анна Ивановна вышла замуж за Павла Петровича Путилова, сына бузулукского предводителя дворянства Петра Ивановича Путилова. В начале 1840-х годов её супруг, артиллерийский капитан, скончался. Детей у четы не было. Полученное наследство Анна Ивановна пустила на благотворительность. 100 десятин она пожертвовала Бузулукскому Тихвинскому монастырю, Мойскому Свято-Троицкому монастырю она пожертвовала 310 десятин наследованной и приобретённой земли. Принимала участие в жизни и других монастырей епархии.
В августе 1871 года Путилова приехала по делам в Бузулук, где заразилась холерой. Она приняла монашеский постриг от рук настоятеля Бузулукского Спасо-Преображенского монастыря Нифонта, получив монашеское имя Агния. Вскоре после этого она скончалась. По распоряжению епископа Герасима она была похоронена в Бузулукском мужском монастыре. Спустя 30 лет, 20 июня 1900 года с разрешения гражданского и духовного начальства её прах был перенесён в Ключегорский монастырь и положен в особом склепе по правую сторону Никольского храма.
Последней настоятельницей с 1904 года и до закрытия обители была игуменья Ермиония II (Е. М. Литвинова), которая родилась приблизительно в 1868 году. Предположительно в 1923 году была застрелена через окно своей кельи. Первоначально была похоронена в склепе рядом с основательницей монастыря, однако беспризорники, жившие в детской колонии, разместившейся в монастырских зданиях, вытащили её тело из склепа. После этого прах был перезахоронен на талловском кладбище.